# Distrito de Choras
El distrito peruano de Choras es uno de los ocho distritos de la provincia de Yarowilca, en el Departamento de Huánuco, bajo la administración del Gobierno Regional de Huánuco.
Desde el punto de vista jerárquico de la Iglesia católica forma parte de la Diócesis de Huánuco, sufragánea de la Arquidiócesis de Huancayo.

## Historia
Fue creado mediante Ley N.º 27414 del 2 de febrero del 2001, en el gobierno del Presidente Valentín Paniagua.

## División administrativa

### Centros poblados
- Urbanos
  - Choras, con 638 hab.
- Rurales
  - Garo de Puca Puca, con 230 hab.
  - San Antonio de Colpa, con 233 hab.
  - San José de Tashga, con 308 hab.
  - San Juan de Lucma Ragra, con 152 hab.
  - San Lucas de Mesapampa, con 208 hab.
  - Quilcayhuarin, con 205 hab.

## Capital
Es el poblado homónimo, a 3 585 m s. n. m.

## Autoridades

### Municipales
- 2023 - 2026[3]
  - Alcalde: Efraín David Esteban Nolberto, de Alianza para el Progreso.
  - Regidores:

  1. Noe Benjamín Espinoza Salas (Alianza para el Progreso)
  2. Esmila Hermosilla Falcón (Alianza para el Progreso)
  3. Javier Vilca Vidal (Alianza para el Progreso)
  4. Liz Daisy Ramos Gámez (Alianza para el Progreso)
  5. Paquita Hellen Isidro Espinoza (Movimiento Independiente Regional Mi Buen Vecino)

Alcaldes anteriores
- 2019 - 2022: Babi Soto Ponciano, de Alianza para el Progreso

- 2015 - 2018: Argob Jocsan Espinoza Blas
- 2011 - 2014: Cirilo Soto Esteban, del Frente Auténtico Regional (FAR).[4]
- 2007 - 2010: Abel Soto Ponciano.

### Policiales
- Comisario:  PNP.

## Galería
- Wikimedia Commons alberga una categoría multimedia sobre Distrito de Choras.